# Гогландское сражение
Гогландское сражение — морское сражение 6 (17) июля 1788 года в районе острова Гогланд (Финский залив), между российским и шведским флотами во время русско-шведской войны 1788—1790 годов.

## Предшествующие события
Шведский план внезапного начала войны против России предусматривал разгром российских морских сил и был решительным: разгромить в бою главные корабельные силы Балтийского флота, заблокировать его остатки в Кронштадте и, получив господство на море, высадить у Ораниенбаума или у Красной Горки 20-тысячный десант для овладения Санкт-Петербургом.
Российская империя в то время вела войну против Османской империи и готовила к отправке в Средиземное море эскадру под командованием адмирала С. К. Грейга (15 линейных кораблей), чтобы повторить успех своей Архипелагской экспедиции в предыдущей войне. Передовой отряд эскадры (3 линейных корабля, 2 фрегата, 5 транспортных судов) под командованием вице-адмирала В. П. Фондезина в июне уже вышел в поход и 24 июня прибыл в Копенгаген.
Шведский флот под командованием герцога Карла Сёдерманландского вышел в море 9 июня, ещё до официального объявления войны, совершив переход от Карлскроны до Ганге (Южная Финляндия), а затем далее до Свеаборга. Там с 28 июня шведы оставались в бездействии, получив лишь небольшие подкрепления и высадив на усиление своей армии в Финляндии до 3 000 солдат. Боевые действия на суше начались 21 июня (1 июля) 1788 года, в тот же день шведский король Густав III объявил войну России. Однако шведский флот продолжал бездействовать, чем совершил уже вторую стратегическую ошибку (первой было нападение на Россию не дожидаясь ухода эскадры Грейга в Средиземное море): он дал время русским спешно завершить комплектование и вооружение флота, Грейг успел даже выполнить несколько практических учений в Финском заливе для обучения команд, среди которых было много рекрутов без опыта морских походов.
4 (17) июля по приказу императрицы Екатерины II русский Балтийский флот под командованием адмирала С. К. Грейга вышел из Кронштадта, имея приказ найти в море неприятеля и атаковать его. Флот состоял из 17 линейных кораблей, 8 фрегатов и 8 других судов. В числе командиров судов было около 10 иностранцев.

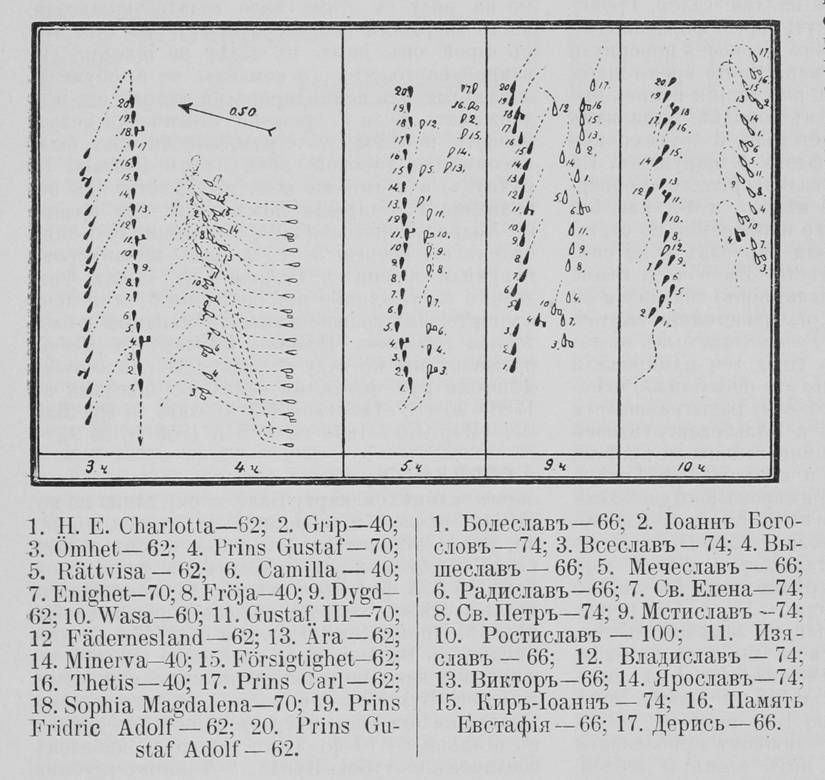
Схема сражения
(рисунок из «Военной энциклопедии»)

## Состав флотов в сражении
Русский флот:
- 100 (или 108)-пушечный корабль: «Ростислав» (командир — капитан генерал-майорского ранга Е. С. Одинцов);
- 74-пушечные корабли: «Владислав» (капитан 1-го ранга А. Б. Берх), «Всеслав» (капитан 1-го ранга М. К. Макаров), «Иоанн Богослов» (капитан 1-го ранга С. А. Вальронд), «Кир и Иоанн» (капитан 1-го ранга Е. Е. Тет), «Мстислав» (капитан 1-го ранга Г. И. Муловский), «Св. Пётр» (капитан 1-го ранга Франц Денисон), «Св. Елена» (капитан 1-го ранга К. фон Брейер), «Ярослав» (капитан 1-го ранга Джон Бикс);
- 66-пушечные корабли: «Болеслав», «Виктор», «Вышеслав», «Дерись» (капитан 1-го ранга С. Г. Коковцев), «Изяслав» (капитан 1-го ранга П. К. Карцев), «Мечеслав» (капитан 2-го ранга М. И. Борисов), «Память Евстафия» (капитан 2-го ранга А. Г. Баранов), «Родислав» (командир Джемс Тревенен);
- 8 фрегатов (в сражении не участвовали): «Прямислав», «Возьмислав», «Брячислав», «Победитель», «Страшный», «Подражислав», «Надежда Благополучия», «Мстиславец»;
- 3 катера, 2 бомбардирских корабля, 3 вспомогательных судна (в сражении не участвовали).

Шведский флот:
- 70-пушечные линейные корабли: «Её Величество Шарлотта» (62 пушки), «Эмгейтен», «Густав III», «София Магдалена»;
- 62-пушечные линейные корабли: «Ара», «Омхет», «Принц Карл», «Принц Фридерик Адольф», «Принц Густав Адольф», «Ретвизан», «Дигд», «Фадернесланд», «Форсигтигхет»;
- 60-пушечные линейные корабли: «Васа» и «Принц Густав»;
- Фрегаты 40-пушечные: «Грип», «Камилла», «Фройя», «Минерва» и «Тетис»;
- Фрегаты 36-пушечные: «Спренгпортен» и «Ярославец» (бывший российский фрегат, захваченный в первые дни войны);
- Фрегат 26-пушечный «Гектор» (бывший российский фрегат, захваченный в первые дни войны);
- «Тролль» (24 орудия), «Снуппул» (8 орудий).

## Ход сражения
5 (16) июля российский флот подошёл к Гогланду, а на рассвете 6 (17) июля дозорный фрегат «Надежда благополучия» дал сигнал, что видит на северо-западе неприятеля. Грейг приказал линейным кораблям выстраиваться в линию для сражения, фрегаты и прочие корабли он оставил за линией. Ввиду слабого ветра маневры производились медленно, построение заняло много времени, линия сильно растянулась. Авангардом командовал контр-адмирал М. П. Ван-Дессен (Фондезин), кордебаталией А. Г. Спиридов, арьергардом Т. Г. Козлянинов.
Утром 19 июля шведский флот получил донесение о появлении русских, а около полудня противники увидели друг друга. Вследствие слабого ветра противники медленно приближались друг к другу, причем шведы сначала отходили от русского флота. Для преследования Грейг приказал повернуть на запад и прибавить парусов, в результате маневра авангард и арьергард поменялись местами; ставший арьергардом отряд Фондезина сильно отстал и, несмотря на неоднократные сигналы Грейга, не пытался вернуться в линию. Примерно в 15 часов шведы прекратили отход (определив количество русских кораблей) и сменили курс на сближение. В 15 часов 30 минут Грейг поднял сигнал начать сражение. Около 17 часов в 30 милях западнее острова Гогланд — между Стеншером и Кольбодегрундом — противники открыли огонь друг по другу и началось сражение. Против 17 русских линейных кораблей шведы, по донесению Грейга, ввели в бой 15 линейных кораблей, 8 больших фрегатов, 5 малых фрегатов и 3 пакетбота. Пушек у шведов оказалось меньше: 1300 против 1336 у русских, но ввиду преобладания более крупных калибров у шведов их бортовой залп был сильнее русского — 720 пудов против 460 пудов.
Двигаясь на юг параллельно друг другу, флоты вели ожесточённую артиллерийскую дуэль. Вследствие слабого ветра, который постепенно совсем стих, сражение происходило в густом пороховом дыму, что затрудняло определение положения судов и передачу сигналов (приказания приходилось доставлять на шлюпках). Русский арьергард заметно отстал, а 3 корабля вообще выпали из линии, в то же время остальные корабли решительно атаковали неприятеля. Флагманский корабль Грейга «Ростислав» атаковал шведский флагман «Густав III» и, нанеся ему значительные повреждения, заставил на время покинуть линию. Русский передовой корабль серьёзно пострадал и уже через час после начала боя вынужден был покинуть строй (исправив наиболее опасные повреждения, вернулся в бой).
В 20 часов передние корабли шведов находились так близко от южных отмелей, что было отдано приказание повернуть на север, что при слабом ветре заняло очень много времени. Русский флот последовал этому манёвру, причём кораблям должны были помогать шлюпки, бой временно затих. Около 21 часа шведы сблизились с русскими кораблями и сражение возобновилось.
«Ростислав» атаковал шведский вице-адмиральский корабль «Принц Густав», который под огнём «Ростислава» получил жестокие повреждения и примерно чрез полчаса спустил флаг, потеряв убитыми 130 (по ряду источников 150) человек, в плен сдались вице-адмирал граф Вахтмейстер, командир корабля полковник граф Вахтмейстер, 26 офицеров, 512 матросов. Однако вскоре русский линейный корабль «Владислав» (капитан 1-го ранга А. Б. Берх) с потерей управления из-за повреждений оказался под сосредоточенным огнём всего шведского арьергарда, был снесён в шведскую линию между кораблями шведов, и, не получив поддержки от близлежащих своих кораблей, после 2000 выстрелов и потери 260 человек, должен был сдаться. Из-за безветрия видимость стала ничтожной и Грейг узнал о случившемся из присланного ему со шлюпкой донесения, также со шлюпками он разослал приказы командирам кораблей отбить «Владислав», но ввиду полученных повреждений сделать это оказалось невозможным. Около 22 часов стрельба прекратилась, и флоты в темноте разошлись. После починки повреждений на следующий день шведский флот ушёл в Свеаборг, где через несколько дней был блокирован кораблями Грейга.

## Потери сторон и итоги сражения
Каждый из противников потерял по одному кораблю, что позволило каждому из них объявить сражение своей победой. Большинство западных историков сходятся, что в тактическом плане сражение окончилось ничьей, большинство российских историков считает его победой российского флота. Но практически единодушно признаётся, что стратегический успех остался на стороне русских, которые завладели инициативой в войне. Шведский флот был вынужден отступить в Свеаборг, что означало крушение шведского плана войны — нанесение быстрого удара по неподготовленным к войне русским морским и сухопутным силам с захватом Петербурга. В кампанию 1788 года шведский флот более активных действий не предпринимал и лишился господства на море.
Потери среди личного состава у шведов составили 1151 человек.
Данные о потерях русских отличаются у разных авторов: по данным Г. Гребенщиковой и В. Доценко они составили 580 убитыми, 720 ранеными, 470 пленными, по данным «Большой Российской энциклопедии» — около 350 убитых, свыше 660 раненых и свыше 750 пленных, по данным авторов «Боевой летописи русского флота» — 349 убитых, 664 раненых и 754 пленных, по данным А. М. Данилова — 334 убитых и 742 раненых. Такие различия объясняются несоответствием между собой первичных данных: согласно «Ведомости убитым и раненым во время сражения с шведским флотом 6 июля 1788 г.» потери русских составили: убитыми 319 и ранеными 686, согласно «Ведомости кораблей бывших в сражении 6 июля 1788 г.» — убитыми 321 и ранеными 702, а по итоговым докладам командиров участвовавших в сражении кораблей — 513 убитых и 747 раненых.
За отличие в Гогландском сражении адмирал Грейг был награждён орденом Св. Андрея Первозванного, контр-адмирал Т. Г. Козлянинов — орденом Св. Георгия III степени, «во уважение отличной храбрости и мужественных подвигов, оказанных 6 июля 1788 года нанесением более других вреда флоту шведского короля» капитаны 1-го ранга Г. И. Муловский и М. К. Макаров были награждены орденами Св. Георгия IV степени, капитан 2-го ранга П. К. Карцов — орденом Св. Владимира IV степени, капитан генерал-майорского ранга Е. С. Одинцов и цейхмейстер флота генерал-майор Гр. Я. Леман — золотыми шпагами с надписью «За храбрость».
За то, что в начале боя самовольно повернули на другой галс, оставили свои места в линии, отошли от неприятеля, не оказали помощи «Владиславу» и больше не вступали в сражение, адмирал С. К. Грейг снял командиров кораблей «Дерись», «Иоанн Богослов», «Память Евстафия» — С. Г. Коковцева, С. А. Вальронта и А. Г. Баранова, отдал под суд и заменил их другими офицерами.